# High Speed
High Speed is een computerspel dat werd ontwikkeld door Rare en uitgegeven door Tradewest. Het spel kwam in 1991 uit voor het platform Nintendo Entertainment System. Het spel is een flipperkast, dat met bovenaanzicht wordt getoond.

## Ontvangst
| Beoordeeld door                      | Datum            | Score |
| ------------------------------------ | ---------------- | ----- |
| Video Games & Computer Entertainment | juli 1991        | 80%   |
| 1UP!                                 | 22 december 2009 | 68%   |
| NES Archives                         | 20 juni 2001     | 67%   |